# Primer Ministre de Guinea Equatorial
El primer ministre de Guinea Equatorial és la persona que ostenta la prefectura del Govern de Guinea Equatorial.
El nom del càrrec es va començar a utilitzar durant l'època de la Guinea Espanyola. Durant aquest període solament va haver-hi una persona que va ostentar el títol, va ser Bonifacio Ondó Edu, membre del Moviment Nacional d'Unitat de Guinea Equatorial (MUNGE).
Després de la independència,el títol va ser abolit fins a l'any 1982, en què va ser restaurat i va recaure en Cristino Seriche Bioko (independent). Actualment el primer ministre és Vicente Ehate Tomi (PDGE).

## Nomenament
El nomenament del primer ministre de Guinea Equatorial el fa el president de la República de Guinea Equatorial, el dictador Teodoro Obiang. Des que Teodoro Obiang va arribar al poder, tots els primers ministres que hi ha hagut a Guinea Equatorial han estat adscrits al seu partit, el Partit Democràtic de Guinea Equatorial. El cas més sonor és el de Cristino Seriche Bioko, el qual es va presentar primer de manera independent, però després del nomenament de Teodoro Obiang com a president de Guinea Equatorial es va adscriure al PDGE.
Davant aquesta situació s'ha parlat molt que el càrrec de Primer Ministre és merament administratiu, més que suposar un càrrec polític real (igual que tots els altres càrrecs sota la dictadura d'Obiang).

## Primers Ministres de Guinea Equatorial (1982–present)
| No.                            | Nom (Naixement-mort)                   | Foto | Presa de possessió  | Cessament           | Partit Polític                                       |
| ------------------------------ | -------------------------------------- | ---- | ------------------- | ------------------- | ---------------------------------------------------- |
| República de Guinea Equatorial |                                        |      |                     |                     |                                                      |
| 1                              | Cristino Seriche Bioko (1940?–)        |      | 15 d'agost de 1982  | 4 de març de 1992   | Independent / Partit Democràtic de Guinea Equatorial |
| 2                              | Silvestre Siale Bileka (1939?–)        |      | 4 de març de 1992   | 1 d'abril de 1996   | Partit Democràtic de Guinea Equatorial               |
| 3                              | Ángel Serafín Seriche Dougan (1946–)   |      | 1 d'abril de 1996   | 4 de març de 2001   | Partit Democràtic de Guinea Equatorial               |
| 4                              | Cándido Muatetema Rivas (1960–2014)    |      | 4 de març de 2001   | 14 de juny de 2004  | Partit Democràtic de Guinea Equatorial               |
| 5                              | Miguel Abia Biteo Boricó (1961–2012)   |      | 14 de juny de 2004  | 14 d'agost de 2006  | Partit Democràtic de Guinea Equatorial               |
| 6                              | Ricardo Mangue Obama Nfubea (c. 1961–) |      | 14 d'agost de 2006  | 8 de juliol de 2008 | Partit Democràtic de Guinea Equatorial               |
| 7                              | Ignacio Milam Tang (1940–)             |      | 8 de juliol de 2008 | 21 de maig de 2012  | Partit Democràtic de Guinea Equatorial               |
| 8                              | Vicente Ehate Tomi (1968–)             |      | 21 de maig de 2012  | En el càrrec        | Partit Democràtic de Guinea Equatorial               |